# Hamburger Lesehefte
Die Hamburger Lesehefte sind eine Reihe von Textausgaben literarischer Texte, die im Hamburger Lesehefte Verlag Husum erscheinen. Die Texte werden zu einem günstigen Preis angeboten und vor allem als Unterrichtsmaterial im Deutschunterricht verwendet. In diesem Bereich konkurrieren sie mit der bekannteren Reihe „Reclams Universal-Bibliothek“.
Zunächst erschien die Buchreihe ab 1948 im Hermann Laatzen Verlag Hamburg. Nach dem Tod des Verlegers Carl Iselt wurde der Verlag im Januar 1974 von der Nachfolgegesellschaft seines Stammhauses, der Husum Druck- und Verlagsgesellschaft übernommen.
Unter den bisher erschienenen Ausgaben befinden sich neben bekannten Klassikern vor allem auch norddeutsche Autoren wie Theodor Storm etc.
Bisher erschienen über 250 Bände, von denen derzeit noch etwa 200 Bände erhältlich sind (Stand: April 2020). Die dünneren Bände sind geheftet, die dickeren Bände klebegebunden. Das Titelblatt zeigt stets ein stilisiertes Bild zum Inhalt des Buches, anfangs gezeichnet von Hanno Edelmann, später von Ingeborg Strange Friis (* 1915, † 1984). Zusätzlich zum Primärtext befinden sich auch Worterklärungen und ein Nachwort am Ende des Buches. Meist sind auch biographische Notizen beigefügt.